# Dizionario biografico sloveno
Il Dizionario biografico sloveno (in sigla SLB; sloveno: Slovenski biografski leksikon) è un dizionario biografico delle personalità importanti della nazione slovena. In esso è descritta la biografia di persone che sono nate nel territorio dello stato odierno o che erano strettamente legate ad esso.

## Storia
I lavori iniziarono nel 1921 con la prima pubblicazione di un elenco di nomi. Gli autori erano pochi appassionati sostenuti finanziariamente dalla Banca popolare e commerciale cooperativa, fondata nel 1903. Nel 1921-22, la banca costruì il suo edificio tuttora esistente, in stile art nouveau, ed era molto ricettivo alle tendenze nazionaliste.
Lo scopo del dizionario è quello di descrivere la vita e il lavoro di quelle persone che hanno contribuito in qualche modo alla conoscenza, alla cultura e allo sviluppo della nazione slovena dai suoi primi giorni fino ad oggi, vale a dire, per presentare fatti biografici e biblistici essenziali, letteratura pertinente e valutazione concisa dell'opera di qualcuno laddove tale valutazione sia possibile.
Il primo volume apparve nel 1925. Dopo la seconda guerra mondiale, l'Accademia slovena delle scienze e delle arti (SAZU) prese il controllo del finanziamento e dell'editoria. Nel 1991, il lavoro arrivò con 15 volumi e 5031 articoli per la conclusione. Il lavoro era stato interrotto dal 1935 al 1952 a causa dell'instabilità politica e poi di nuovo per un breve periodo negli anni '60 e '70. Dal 2009 è in produzione un'edizione online.